# Henri Millot
Henri Millot (Parigi, ... – Parigi, 1756) è stato un pittore francese.

## Biografia
Attivo principalmente a Parigi, i suoi lavori furono ispirati da Nicolas de Largillière. Durante i suoi viaggi soggiornò a Monaco di Baviera dove, nel 1722 pubblicò il ritratto del duca Gustavo Adolfo di Deux-Ponts attualmente situato a Schleißheim. Nel 1730 si spostò a Strasburgo per poi ritornare a Parigi dove espose due dei suoi ritratti all'Académie de Saint-Luc.

## Galleria d'immagini

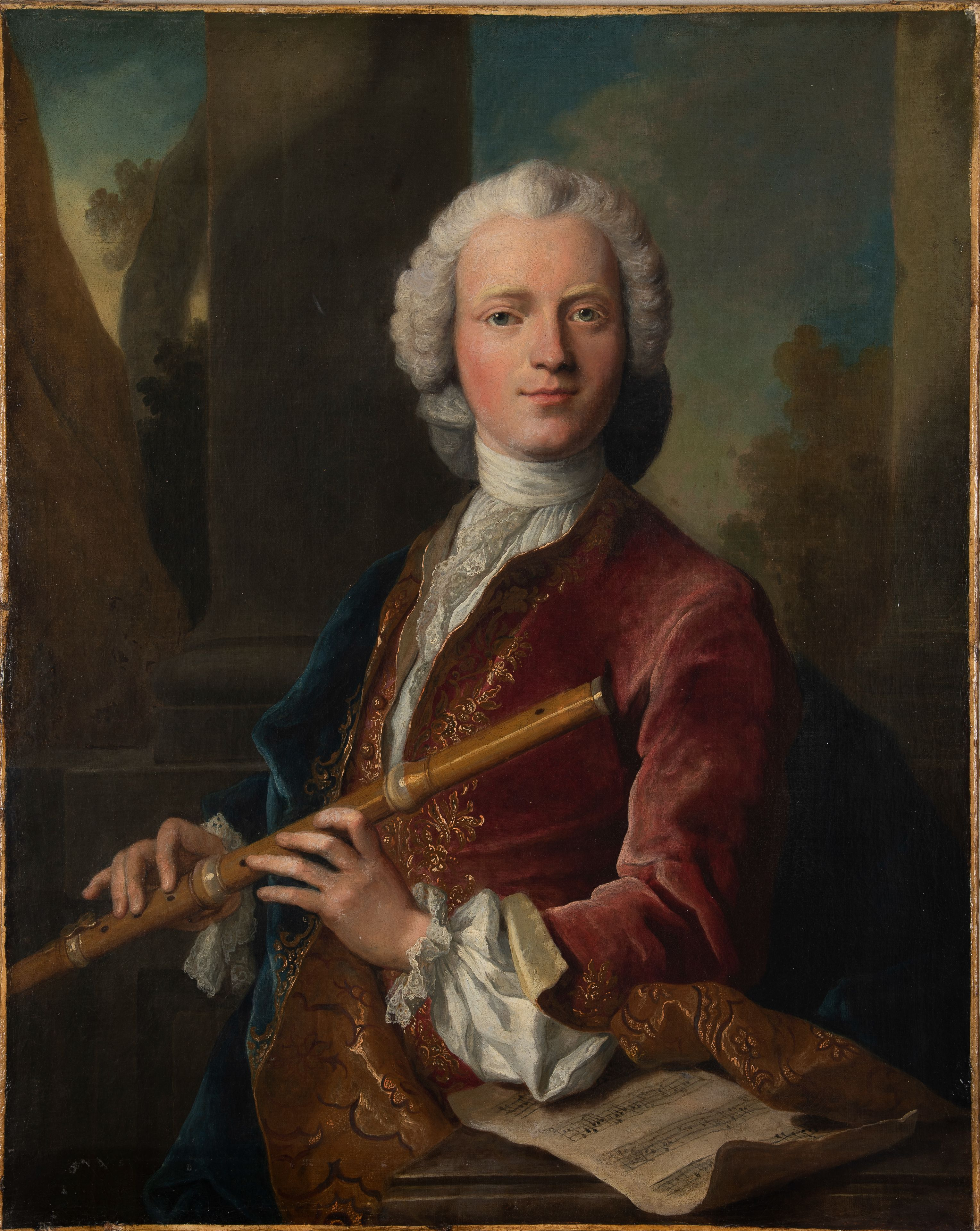
Ritratto di Michel Blavet
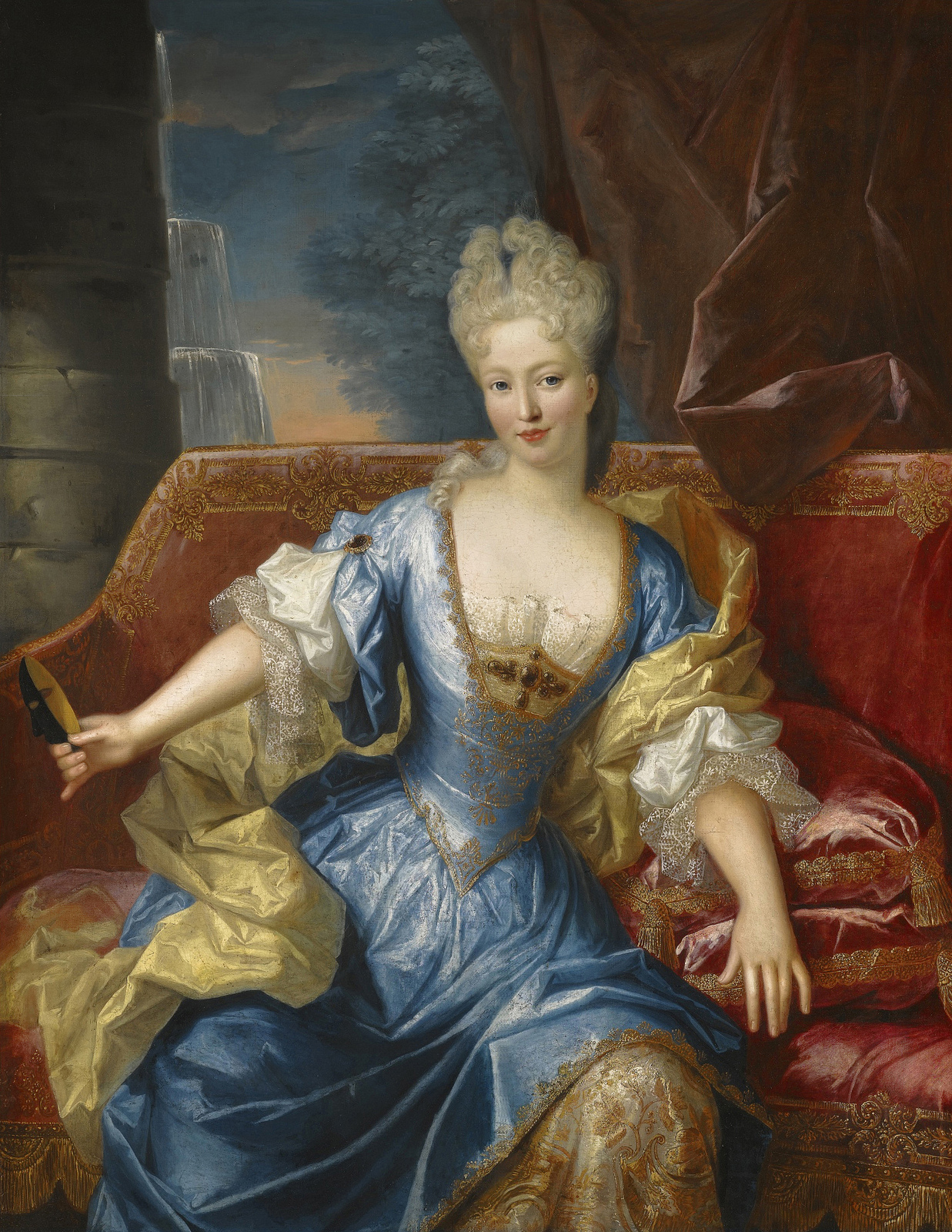
Ritratto di donna con maschera